# Fórum para a Democracia e Desenvolvimento
O Fórum para a Democracia e Desenvolvimento é um partido político na Zâmbia. Nas eleições legislativas em 27 de Dezembro de 2001, o partido ganhou 15,3% dos votos populares e 12 dos 159 lugares. O seu candidato às eleições presidenciais, Christon Tembo, no mesmo dia ganhou 13,2%.